# 韓信 (韓国軍人)
韓 信（ハン・シン、한신）は、大韓民国の軍人、企業家。朝鮮戦争では第1連隊を指揮。太極武功勲章授与者。

## 経歴
1922年12月、咸鏡南道永興郡に生まれる。本貫は清州韓氏。咸興高等普通学校を卒業後、弁護士を志して日本に渡り中央大学で法律を専攻した。1943年、中央大学卒業。同年に学徒出陣が始まると、徴兵逃れで朝鮮へと戻ったが、翌44年より朝鮮でも徴兵の適用拡大が始まったため入営を余儀なくされる。甲種幹部候補生となるも、見習士官で終戦を迎え、同時に少尉に昇進 。終戦後は故郷に戻ったが、共産政権を避けてソウルに行く。
1946年12月、警備士官学校第2期卒業、任少尉(軍番10183番)。第8連隊の創設に参加し、小隊長や中隊長を歴任。軍紀司令部行政官を経て1948年11月に第18連隊作戦主任に就任。
1949年、第18連隊副連隊長。1950年6月、朝鮮戦争が勃発すると議政府方面に投入される。同年7月、水原-平沢-清州-尚州-安東の線で遅滞。同年8月9日、第1連隊長。釜山橋頭堡の戦いにおける杞渓・安康の戦いで活躍した。1950年12月の興南撤退作戦では、韓国軍で唯一橋頭保作戦に参加。1951年5月、大関嶺を固守し、第1軍団の反撃に寄与した。
1952年3月、歩兵学校戦術課長。1952年8月、第5師団参謀長。1953年5月、第5師団副師団長。同年12月、准将に昇進。休戦後の南原地区のゲリラ討伐作戦に参加。
1954年、諜報部隊長。1955年、輸送監。1956年7月、首都師団長。1959年4月15日、監察監。1959年12月、少将に昇進。1960年、第2訓練所長。1961年、国防大学院修了。同年5月、軍事革命委員・国家再建最高会議最高委員・内務部長官。1963年7月、監査院長。1964年8月、第6軍団長。1966年1月、戦闘兵科教育司令官、中将に昇進。1968年2月、陸軍参謀次長。同年8月、第2軍司令官。1969年5月、第1軍司令官。1970年8月、大将に昇進。1972年5月、合同参謀本部議長。
1975年3月、予備役編入。その後は実業界に入り、同年アジア自動車会社社長に就任。1976年4月、アジア自動車会社会長。1977年、大韓重石鉱業公社（대한중석）社長。

## 賞勲
- 太極武功勲章 - 1953年11月3日[6]
- 乙支武功勲章 4回
- 忠武武功勲章 8回
- 花郎武功勲章
- 保国勲章天授章
- 保国勲章国仙章
- 保国勲章統一章
- 大統領表彰 2回
- 一等白象勲章
- スペイン十字武功勲章
- トルコ勤務功労勲章
- 大綬雲麾勲章 - 1974年11月26日[7]
- インドネシア特別功労勲章